# 敦珠仁波切
二世敦珠仁波切·吉札耶謝多傑（藏語：བདུད་འཇོམས་རིན་པོ་ཆེ་འཇིགས་བྲལ་ཡེ་ཤེས་རྡོ་རྗེ，威利转写：bdud vjoms rin po che vjigs bral ye shes rdo rje，1904年—1987年），於藏曆第十五耀宗水龍年，誕生在西藏東南，蓮師四大隱蔽聖境之處的「貝瑪貴」。
父親羅布丹晶，是「貝瑪貴」地區噶陀寺之活佛；母親南佳多瑪，乃著名巖取者惹納林巴之後裔。
敦珠仁波切於五歲時開始取岩藏，八歲即跟隨著大師巴祖仁波切之大弟子鄔金楚朱嘉錯學習寂天菩薩之「入佛子行論」。廣習經論「中觀」、「般若波羅密多」、「慈氏五論」、「三律儀」等註疏。
敦珠仁波切致力弘揚寧瑪巴教法以及由法身佛普賢王如來、蓮師等傳承之緣起，為紅教之法王。
1987年，敦珠法王在法國南部多爾多涅「鄔金桑耶楚寧」弘法及閉關中心圓寂，世壽83歲，法體安奉於尼泊爾大白塔附近的敦珠祖廟。

## 認證
敦珠仁波切在三歲之時，對來尋覓的諸多敦珠林巴大弟子、大瑜伽者、學者等，敦珠仁波切均得以辨認，將其每人的名字、性格逐一的認出，於所被眾人認定為敦珠林巴之真實轉世。
敦珠仁波切被認證後，為敦炯寧巴之傳承弟子卓朱卻美岩頓汪布，與喇嘛塔登聰佐在「啤嗎谷」為其主持升座大典。
寧瑪巴敏珠林、多傑札、噶陀、白玉、卓千…等諸多大法脈的持有者，皆公認敦珠法王為寧瑪巴密教之上師。

## 弘法
敦珠法王是擁有寧瑪巴法教之傳承者，亦是現代著名的大巖取者以及「大圓滿」教授之導師。
敦珠法王於西藏拉薩桑耶寺弘法，於時達龍哲珠仁波切、楚西仁波切、多傑札仁波切、敏珠仁波切等西藏高僧，均為敦珠法王座下的弟子，受了敦珠法王大寶伏藏、大圓滿、北伏藏的灌頂、傳授教法。
敦珠仁波切於「啤瑪谷」建立了多所寺院，兩所佛教學院（一為出家者、一為在家居士）。仁波切離開西藏之後，在印度等地，建有敦珠祖廟等寧瑪派的修學中心。
1972年，敦珠仁波切受索甲仁波切之邀請，訪問英國倫敦；其後仁波切在美國紐約建立了「移喜寧波」弘法中心，「鄔金初宗」閉關中心；在法國巴黎建「多傑寧波」弘法中心、及在法國多爾多涅建「鄔金桑耶楚寧」弘法及閉關中心。

## 轉世
1990年敦珠法王於中國青海省轉世降生，取名桑吉・貝瑪・謝巴（藏語：སངས་རྒྱས་པདྨ་བཞད་པ།，THL：Sangye Pema Zhepa），是為第三世敦珠法王，其生父多拉仁波切---吉美却基尼瑪（無畏法日），即二世敦珠法王之子，其生母為貝瑪堪卓（蓮華空行）。在其生前，多拉仁波切曾多次夢見父亲来到家中。其母懷孕期間，家中不斷出現彩虹。其降生時亦伴有彩虹等瑞相，稍長即自然展現普賢行境，具有與生俱來之法王特質。
第三世法王於2022年2月15日（藏曆鐵牛年十二月十四日）圓寂，入般涅槃，世壽32歲。

## 外部連結
- 敦珠法王示寂經過 （页面存档备份，存于）